# Norplant
Norplant é uma forma de contraceptivo composto por seis pequenas cápsulas de silicone que são implantadas sob a pele do braço, sendo eficientes durante cinco anos. É um tipo de implante anticoncepcional para controle de natalidade. Foi desenvolvido por Sheldon Segal e Horatio B. Croxatto o em 1966, com o primeiro ensaio clínico no Chile em 1974.
O Norplant II (Jadelle) consiste de dois pequenos bastões de silicone que são também implantados no braço.
Implante impede a ovulação e quando ele não consegue impedir-la e ocorre a fecundação, forma-se o zigoto, implante impede a sua nidação através de alterações causadas à espessura do endométrio.